# Indogermanisches Etymologisches Wörterbuch
El Indogermanisches Etymologisches Wörterbuch ("Diccionario Etimológico Indoeuropeo") fue publicado por el investigador checo Julius Pokorny en 1959.

## Características
La obra está actualmente un poco desfasada, especialmente porque en el momento en que Pokorny la escribió, ignoró la teoría de las laringales e incluyendo poco material sobre el tocario o las lenguas anatolias. Pero ante la ausencia de ningún diccionario etimológico de lenguas indoeuropeas es aún de interés para los estudiosos del tema.